# Leioproctus andinus
Leioproctus andinus là một loài Hymenoptera trong họ Colletidae. Loài này được Herbst mô tả khoa học năm 1923.